# مد (مكيال)
المُدّ (بضم الميم) مكيال قديم لقياس الحجم. وسمي مدا لانه قدر ما تمتد به اليد من العطاء.ويرتبط به بعض الأحكام الإسلامية مثل زكاة الفطر والكفارات ومقدار الماءللوضوء والاغتسال. والمُد يقدر بأنه أربع حفنات بحفنة الرجل الوسط، أو بملء كفي الإنسان المعتدل إذا مدَّ يديه بهما. ويساوي وفق الهيئة العربية السعودية للمواصفات والمقاييس 628 مليلتر تقريباً 

## تحديد المد ووزنه
الأصل أن المُد وحدة كيل – أي لقياس الحجم - و قد قُدر بالوزن ليحفظ مقداره وينقل. وتقدير وزن وحجم المد مختلف علية بسبب بعض الخلافات الفقهية وأخرى فنية مثل عدم دقة الموازين والمكاييل القديمة.

### زنته المحددة عندالفقهاء
ذهب جمهور العلماء إلى أن المُد النبوي هو رطل وثلث<الكافي في فقه أهل المدينة (103) ، روضة الطالبين 20/233 ، الفروع 2/412> و اختلف الفقهاء في تحديد مقدار الرطل على أقوال متقاربة أقربها أنه يزن مئة وثمانية وعشرين درهماً وأربعة أسباع الدرهم( 4/7 128). و يزن الدرهم الشرعي خمسون وخمسا حبة شعير ، ويمكن الوصول لوزنه من من خلال متوسط أوزان الدنانير التي سكت في عهد عبد الملك بن مروان المحفوظة في المتاحف حيث أن سبعة دنانير تساوي عشرة دراهم، ويقدر الدينار ب4.24 جرام . فيكون وزن الدرهم 4,24 × 0,7 = 2,968 جرام . ويكون وزن الرطل 7/4 128× 1/3 1=45,416.ويكون وزن المد 2,97 × 45,41 = 508.75 جرام

### عن طريق قياس وزن ملئ كفي رجل متوسط
وبهذة الطريقة أخذت هيئة كبار العلماء في السعودية بناءً على أن المد ملء كفي الرجل المعتاد، وكان تحقيق وزن المد لديهم هو650 جرام تقريباً

## تحديد حجم المد
أولاً:من خلال قياس حجم وزنه وهو ( 508.75 جرام) من الحنطة الجيدة المتوسطة وهو (607.5) مللتر من البر الجيد المتوسط
ثانياً:قياس حفنة رجل معتدل الخلقة ومتوسط اليدين وقد قام بعض الباحثين في الهيئة العربية السعودية للمواصفات والمقاييس بقياس حفنة أربعين رجلاً معتدل الخلقة، فكان المتوسط هو 628 مليلتراً
ثالثاً:عن طريق الوزن النوعي للقمح ( 0.79 كيلو غرام لكل لتر) فيكون حجم المد 508.75 / 0.79 = 644 مللتر

## مسائل متعلقة بالمد في الفقة الإسلامي
- زكاة الفطر حيث أمر النبي صلى الله عليه وسلم بزكاة الفطر صاعاً من تمر أو صاعاً من شعير [6] (والصاع أربعة أمداد)
- مقدار الماء الذي كان النبي يتوضأ به وهو مد وللاغتسال أربعة أو خمسة أمداد وفي الحديث عَنْ أَنَسِ بن مالك قَالَ:«كَانَ النبي -صلى الله عليه وسلم- يَتَوَضَّأُ بِالْمُدِّ وَيَغْتَسِلُ بِالصَّاعِ إِلَى خَمْسَةِ أَمْدَادٍ».[7]

## حواش
1. ↑  معادلة الأوزان والمكاييل الشرعية بالأوزان والمكاييل المعاصرة لابن منيبغ في مجلة بيت الزكاة 9/105 و8/168 .
2. ↑  المغني 4/168
3. ↑  مواهب الجليل 3/119 ، ومغني المحتاج 1/575 ، كشاف القناع 2/59
4. ↑  "Grain Wheat density". www.aqua-calc.com (بالإنجليزية). Archived from the original on 2018-06-22. Retrieved 2018-03-21.
5. ↑  زراعة المحاصيل الحقلية، وصفي زكريا، الجزء الاول ص 49-52
6. ↑  رواه البخاري في صحيحه
7. ↑  البخاري (1/84)، مسلم (1/258)، أحمد (3/112، 116، 259، 282، 290)